# Andrés Cabrero
Andrés Cabrero Gomez (* 4. Januar 1989 in San Juan, Puerto Rico) ist ein puerto-ricanischer Fußballspieler. 

## Karriere

### Jugend
Cabrero spielte schon mit 15 Jahren in der puerto-ricanischen Amateurliga für Conquistadores de Guaynabo. In dieser Zeit nahm er an den Sommerfußballcamps der Duke University, Clemson University und der University of South Florida teil.
Später spielte er für den Cobb FC, mit denen er 2005 die South East Championship gewann, danach war Cabrero Bestandteil des Georgia 89' Olympic development program (ODP). Seine nächsten drei Jahre verbrachte er in Georgia.
In dieser Zeit war an der South Cobb High School in Austell, Georgia, wo er bei verschiedenen Fußballmannschaften spielte. Während seiner Zeit bei dem Georgia ODP erzielte er ein Tor gegen die mexikanische Jugendnationalmannschaft. Nachdem er mit der Staatsauswahl von Georgia die Regional State Championship gewonnen hatte, nahm er an der National Championship teil und schaffte mit der Auswahl den 3. Platz. 
Cabrero war 2005 und 2006 Teil der US ODP Region III Mannschaft, die von Wolfgang Sühnholz betreut wurde.
Er spielte ein Jahr lang an der Georgia Southern University Fußball, entschied sich aber für eine Profikarriere.

### Puerto Rico Islanders FC
Im April 2008 kam Andrés Cabrero zum Puerto Rico Islanders FC. Er spielte sechs Mal für die Mannschaft in seiner ersten Saison. Außerdem spielte er 2008 leihweise für den Sevilla FC Puerto Rico in der Puerto Rico Soccer League.
| Personendaten    | Personendaten                     |
| ---------------- | --------------------------------- |
| NAME             | Cabrero, Andrés                   |
| ALTERNATIVNAMEN  | Cabrero Gomez, Andrés N.          |
| KURZBESCHREIBUNG | puerto-ricanischer Fußballspieler |
| GEBURTSDATUM     | 4. Januar 1989                    |
| GEBURTSORT       | San Juan                          |